# 잃어버린 환상
≪잃어버린 환상≫은 1837년과 1843년 간두 시인, 파리에 온 지방의 위인, 발명가의 고통; 총 세 권으로 구성되어 출간된 오노레 드 발자크의 소설이다. 빅토르 위고에게 헌사된 이 책은 인간 희극에서 풍속 연구, 더 정확히는 지방 생활 풍경의 큰 부분을 차지하고 있다. 발자크는 자신이“완벽히 진실된 이야기”라고 말했듯 잃어버린 환상을 구성하는 삼부작을 인간 희곡의 중요한 요소로 평했다.
발자크 본인의 인쇄업 경험에서 영감을 얻은 ≪잃어버린 환상≫은 문학의 영광을 사랑하는 시골출신의 젊은이, 뤼시앵 드 뤼방프레의 실패기를 다룬다.